# Обината, Дэн
Дэн Обината (яп. 大日方伝 Обината Дэн, 16 марта 1907, Кокура, Фукуока, Япония — 21 августа 1980) — японский киноактёр, популярный в 1930 — 1940-х годах.

## Биография
Родился в богатой семье в городке Кокура (после слияния в 1963 году с соседними городами ныне территория бывшей Кокуры входит в состав районов Кокура-Кита и Кокура-Минами города Китакюсю). После окончания средней школы юноша уехал в Токио.
В 1930 году Обината дебютирует в немом кино в компании Nikkatsu у режиссёра Фрэнка Токунаги. После появления в нескольких фильмах этой кинокомпании молодой актёр перейдёт на студию «Камата» компании «Сётику», где в 1933 году сыграет роль, принёсшую ему популярность у японских зрителей. Это будет роль студента Мидзухары в экранизации новеллы Ясунари Кавабаты «Танцовщица из Идзу» (1933, реж. Хэйноскэ Госё), где его партнёршей будет звезда номер один японского кино Кинуё Танака. После этой звёздной роли Обината будет получать приглашения сниматься от таких мэтров японской кинорежиссуры, как Ясудзиро Одзу (с которым он поработает дважды — в кинолентах «Каприз» и «Маму нужно любить»), Ясудзиро Симадзу, Микио Нарусэ и других.
После Второй мировой войны, продолжая активно сниматься в кино вплоть до начала 1950-х годов, занимался также игорным бизнесом, а в 1953-м вдруг бросил всё и вместе с женой, бывшей актрисой Нобуко Мацудзоно (известной по работе у Ясудзиро Одзу в фильме «Бодро шагая», 1930) и детьми (у актёра было два сына и две дочери) уехал в Бразилию, где занялся фермерством.

## Избранная фильмография
- 1930 — «Никкацу на параде», 日活オンパレード, Nikkatsu on Parade, реж. Ютака Абэ, — (к/м)
- 1932 — «Бурелом любви», 愛の防風林, Ai no bōfūrin, реж. Хироси Симидзу
- 1932 — «Молодёжь земли той», 陸の若人, Riku no wakôdo, реж. Цутому Сигэмунэ
- 1932 — «Травиата», 椿姫, Tsubakihime, реж. Ёсинобу Икэда
- 1933 — «Танцовщица из Идзу: Там, где распускаются цветы любви», 恋の花咲く　伊豆の踊子, Koi no hana saku Izu no odoriko, реж. Хэйноскэ Госё — Мидзухара, студент
- 1933 — «Девушка, которая весной плачет», 泣き濡れた春の女よ, Nakinureta haru no onna yo, реж. Хироси Симидзу — Кэндзи
- 1933 — «Каприз» («Преходящий соблазн»), 出来ごころ, Dekigokoro, реж. Ясудзиро Одзу — Дзиро
- 1933 — «Возраст начинающих»), かけ出し時代, Kâkedashî jidaî, реж. Киёси Саэки — Сакаи
- 1933 — «Труба и девушка», ラッパと娘, Rappa to musume, реж. Ясудзиро Симадзу
- 1933 — «Щекой к щеке»), 頬を寄すれば, Hoho o yosureba, реж. Ясудзиро Симадзу — Коити
- 1934 — «---»,  さくら音頭, Sakura ondo, реж. Хэйноскэ Госё
- 1934 — «Маму нужно любить», 母を恋はずや, Haha wo kowazuya, реж. Ясудзиро Одзу — Садао, старший сын
- 1934 — «Соседка Яэ-тян», 隣の八重ちゃん, Tonari no Yae-chan, реж. Ясудзиро Симадзу — Кейтаро
- 1934 — «Путешествие, научившее любить», 恋愛修学旅行, Ren’ai shūgaku ryokō, реж. Хироси Симидзу — Ивасаки
- 1937 — «Молодые люди», 若い人, Wakai hito, реж. Сиро Тоёда — господин Мадзаки
- 1938 — «Дети солнца», 太陽の子, Taiyo no ko, реж. Ютака Абэ
- 1938 — «Повесть о пастбище», 牧場物語, Makiba monogatari, реж. Сотодзи Кимура — Сигэхико Хираяма
- 1939 — «Вся семья работает», はたらく一家, Hataraku ikka, реж. Микио Нарусэ
- 1939 — «Тюсингура. Часть I», 忠臣蔵 前篇, Chūshingura zenpen, реж. Кадзиро Ямамото — Кадзуэмон
- 1940 — «Пылающее небо», 燃ゆる大空, Moyuru ôzora, реж. Ютака Абэ — капитан Ямамото
- 1941 — «Шанхайская луна», 上海の月, Shanhai no tsuki, реж. Микио Нарусэ — Дайсукэ Эги
- 1942 — «Букет с южных морей», 南海の花束, Nankai no hanataba, реж. Ютака Абэ — Игараси, начальник
- 1942 — «Карта для матери», 母の地図, Haha no chizu, реж. Ясудзиро Симадзу — Игараси, начальник
- 1948 — «365 ночей: Токио», 三百六十五夜　東京篇, Sambyakurokujugo ya - Tokyo-hen, реж. Кон Итикава — Рюноскэ Мията
- 1948 — «365 ночей: Осака», 三百六十五夜　大阪篇, Sambyakurokujugo ya - Osaka-hen, реж. Кон Итикава — Рюноскэ Мията
- 1949 — «Холмы на чужбине», 異国の丘, Ikoku no oka, реж. Кунио Ватанабэ — муж Фумико
- 1949 — «Возвращение», 帰国（ダモイ), Kikoku (Damoi), реж. Такэси Сато
- 1950 — «Вылететь в окно», 窓から飛び出せ, Mado kara tobidase, реж. Кодзи Сима
- 1956 — «И снова воцарился мир» (Бразилия), E a Paz Volta a Reinar (порт.), реж. Дон Себастьян Сато — Джордж Саката